# 冯献彬
冯献彬（1971年9月—），河南登封人，中华人民共和国政治人物，中国刑事警察学院侦查学专业本科学历、郑州大学法律硕士，曾任郑州市委政法委常务副书记、市新冠肺炎疫情防控指挥部社会管控指导部部长，2022年，冯献彬擅自决定对不符合赋红码条件的部分村镇银行储户来郑赋红码被撤销党内职务、政务撤职处分。

## 生平
冯献彬1992年参加公安工作，历任郑州市公安局交通巡逻警察支队一大队副大队长，郑州市公安局金水分局副局长，郑州市公安局金水路分局党委副书记、政委，郑州市公安局金水路分局党委书记等职，1997年6月，在53米高的二七纪念塔顶层成功解救跳塔女青年，2000年1月，成功制止一名身绑炸弹的男子引爆炸弹。2008年在北京奥运会火炬接力活动中担任郑州站火炬手。2018年，任郑州市公安局党委委员、副局长。2021年，冯献彬任郑州市委政法委常务副书记。2022年，冯献彬擅自决定对不符合赋红码条件的部分村镇银行储户来郑赋红码被撤销党内职务、政务撤职处分。

## 荣誉
1997年荣立个人二等功；1999年获“河南省人民满意的政法干警”称号；2000年，授予“全国公安系统二级英雄模范”称号；2001年，授予“全国见义勇为先进分子”称号； 2002年，获“河南省政法系统人民满意的政法干警”称号；2003年，被评为“河南省公安系统首届十大新闻人物”。